# Grethe
Grethe ist ein weiblicher Vorname und ein Familienname.

## Herkunft und Bedeutung
Der Vorname Grethe ist eine Kurzform zu Margarethe. Er ist im deutschen sowie Skandinavischen Sprachraum verbreitet.

## Varianten
- Grete

## Bekannte Namensträger

### Vorname
- Grethe Auer (1871–1940), schweizerisch-österreichische Schriftstellerin
- Grethe Grünberg (* 1988), estnische Eistänzerin
- Grethe Ingmann (1938–1990), dänische Sängerin
- Grethe Jürgens (1899–1981), deutsche Malerin
- Grethe Nestor (* 1968), norwegische Schriftstellerin
- Grethe Sønck (1929–2010), dänische Sängerin und Schauspielerin
- Grethe Weiser (1903–1970), deutsche Schauspielerin
- Grethe Wolan (* 1968), norwegische Curlerin

### Zwischenname
- Anne Grethe Jensen (* 1951), dänische Dressurreiterin

### Familienname
- Carlos Grethe (1864–1913), deutscher Maler und Akademieprofessor
- Harald Grethe (* 1965), deutscher Agrarwissenschaftler und Hochschullehrer
- Hildegard Grethe (1898–1961), deutsche Schauspielerin